# Штайнбург (Штормарн)
Штайнбург (нім. Steinburg) — громада в Німеччині, розташована в землі Шлезвіг-Гольштейн. Входить до складу району Штормарн. Складова частина об'єднання громад Бад-Ольдесло-Ланд.
Площа — 23,91 км2. Населення становить 2806 ос. (станом на 31 грудня 2020).

## Галерея

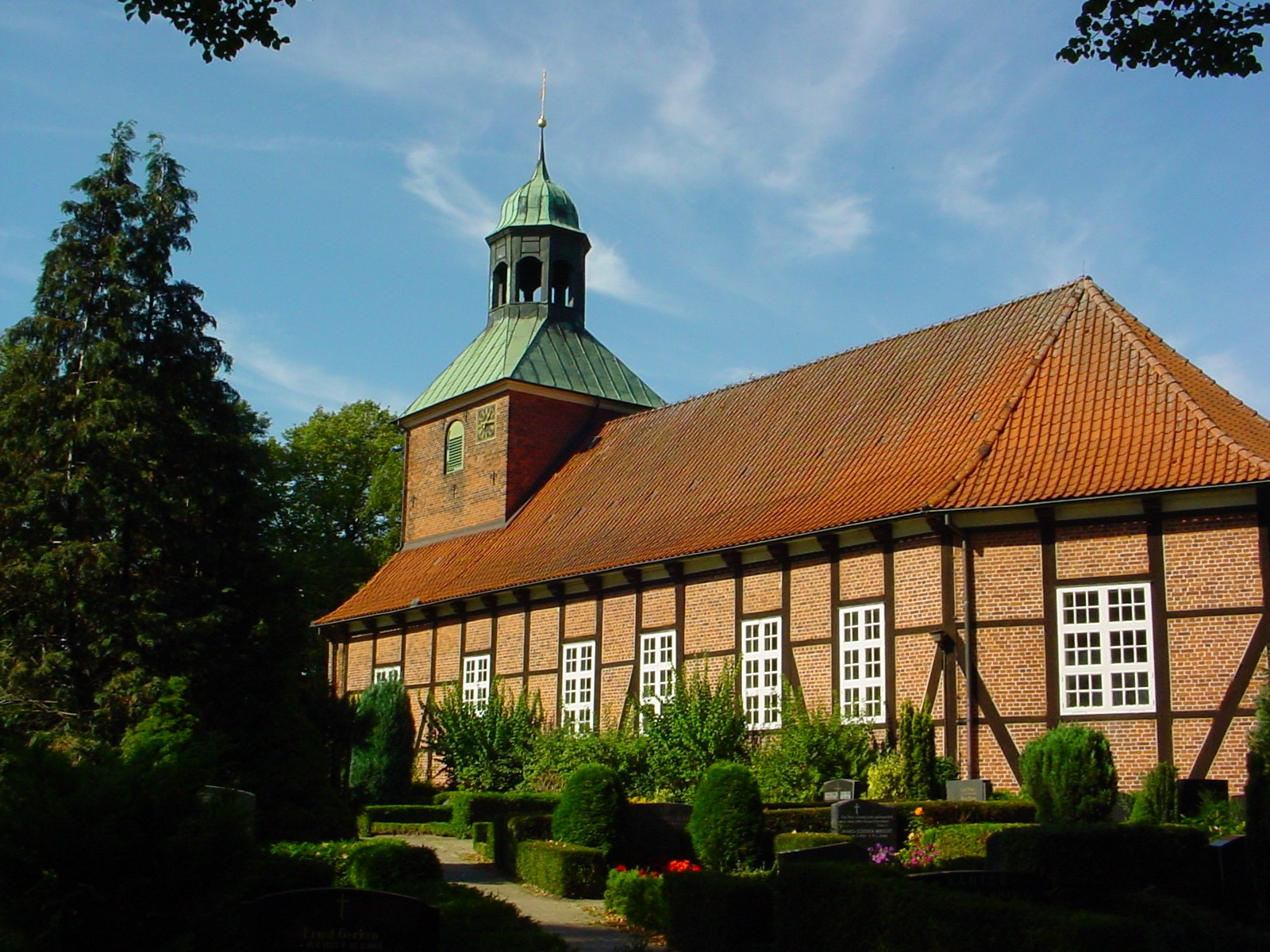